# Bảo tàng quốc gia Cheongju
Bảo tàng quốc gia Cheongju là bảo tàng quốc gia nằm ở Sangdang-gu Cheongju, Chungcheongbuk-do, Hàn Quốc. Nó được mở cửa vào 30 tháng 10 năm 1987. Kim Swoo Geun, kiến trúc sư nổi tiếng nhất Hàn Quốc đã thiết kế tòa nhà.

## Liên kết
- Trang chủ chính thức bảo tàng quốc gia Cheongju